# Stelios Kōnstantas
Stelios Kōnstantas (in lingua greca: Στέλιος Κωνσταντάς; Larnaca, ...) è un cantante cipriota.
Ha rappresentato Cipro all'Eurovision Song Contest 2003 con il brano Feeling Alive.

## Biografia
Stelios Kōnstantas ha tentato di rappresentare il suo paese all'Eurovision per tre volte. Nel 1997 ha presentato Ī grammī tīs ntropīs piazzandosi 2º su 8 concorrenti, mentre nel 1999 ha cantato Methysmeno feggari e si è classificato 4º su 9. Nel 2003 l'emittente televisiva pubblica cipriota CyBC l'ha selezionato internamente per rappresentare l'isola con Feeling Alive. All'Eurovision Song Contest 2003, che si è tenuto il 24 maggio a Riga, si è classificato al 20º posto su 26 partecipanti con 15 punti totalizzati. È stato il più televotato dal pubblico greco.

## Discografia

### Album
- 1992 - Īrthes (con Nasia Trachōnitou)
- 1998 - Magevomai
- 2000 - Me xechnaei

### Singoli
- 1996 - Mi m'agapās toso poly
- 2002 - Mi taxideveis
- 2003 - Echō tīn anagkī na se dō
- 2003 - Feeling Alive